# Maurinus van Keulen

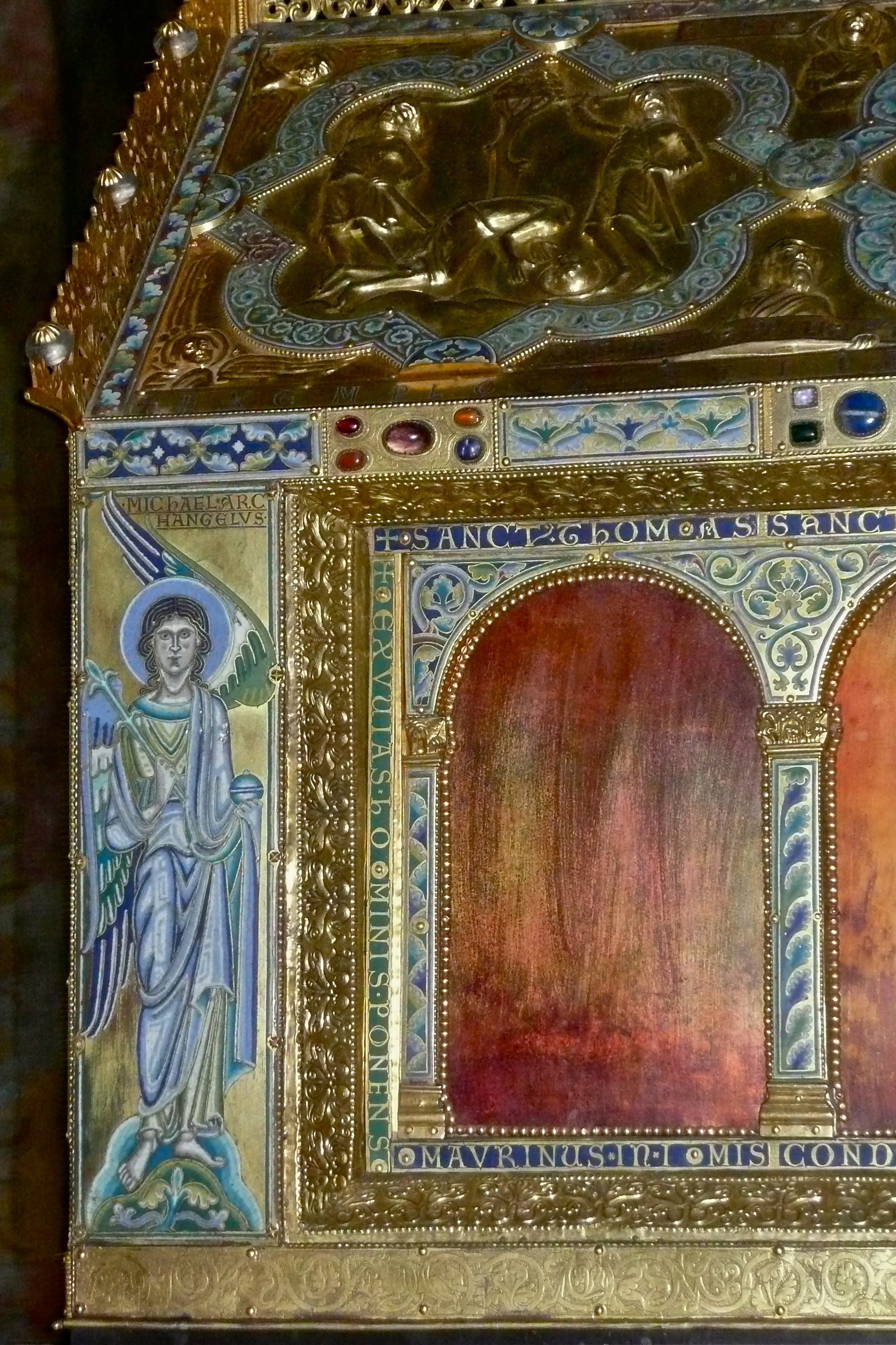
Detail van de Maurinus-schrijn (Aartsengel Michael)

Maurinus van Keulen (gestorven op 10 juni, vóór de 10e eeuw in Keulen) was volgens de inscriptie op zijn kist abt en stierf als martelaar. Hij is een heilige van de katholieke kerk; zijn herdenkingsdag is 10 juni.
Er is weinig bekend over zijn persoonlijkheid. Zijn martelaarschap kan verband houden met de Viking-invallen van 881/882. De gegraveerde kist met zijn botten werd gevonden bij de bouw van de Sint-Pantaleonkerk in 966. In 1180 werd een waardevolle schrijn gemaakt voor de relikwieën, waarin ze tot op de dag van vandaag worden bewaard.
De kerk van St. Maurinus (Lützenkirchen) is aan hem gewijd.